# There's the rub
There's the rub es el 37.º episodio de la serie de televisión norteamericana Gilmore Girls.

## Resumen del episodio
Cuando Emily gana en una subasta un premio doble para ir un fin de semana a un spa, invita a Lorelai para que la acompañe. Sin embargo, Lorelai debe soportar los duros comentarios que Emily hace. Como no les gusta el menú que sirven en el spa, Lorelai le sugiere a su madre para salir a comer afuera, así que van a un restaurante muy elegante. Ahí, un caballero saca a bailar a Emily; ella no quiere primero, pero Lorelai la anima y luego acepta, sin embargo, después Emily acusa a Lorelai de que por su culpa casi engaña a Richard. Ya más calmadas, Emily se pregunta por qué ellas no pueden ser como Lorelai y Rory. Lorelai le dice que deben hacer cosas juntas para pasarla bien, y se llevan las batas del spa, como un símbolo de su viaje. Rory debe quedarse el fin de semana sola y lava la ropa a su manera, hasta que llega Paris, quien quería estudiar, pero Rory le dice que por solo una hora. En eso, llega Jess con comida para Rory y ella le dice a Paris que se quede, para no estar sola con Jess. Dean llama a Rory y va para su casa, así que ella le pide a Jess que se vaya, pero Dean los encuentra en la puerta. Dean no le cree a Rory cuando ella dice que Jess sólo le trajo la comida, hasta que Paris la defiende diciendo que Jess está aquí pues le gusta y le pidió a Rory que lo trajera.
- Datos: Q11704455